# Zio Frac
Zio Frac è un cavallo dal manto baio oscuro, due volte vincitore del Palio di Siena, di cui una vittoria da "scosso". Di razza mezzosangue anglo-arabo a fondo arabo (con il 55,58% di sangue arabo), è nato nel 2015 dallo stallone Frac Di Montalbo e dalla fattrice Fabiana Baia.

## Carriera
Il suo esordio in Piazza del Campo ha coinciso con la sua prima vittoria, in occasione del Palio del 2 luglio 2022, per i colori del Drago, montato dal fantino Giovanni Atzeni detto Tittia. 
Ha disputato il Palio del 17 agosto 2022 per i colori del Nicchio, montato da Stefano Piras detto Scangeo, cadendo alla prima curva del Casato.
Nel Palio del 2 luglio 2023 venne assegnato alla Torre, e fu montato dal fantino Giuseppe Zedde detto Gingillo. Concluse il Palio in seconda posizione, alle spalle della Contrada della Selva, che vinse con Giovanni Atzeni detto Tittia su Violenta da Clodia.
Nel Palio del 16 agosto 2023 ha centrato la sua seconda vittoria, concludendo i tre giri di Piazza da "scosso", per i colori dell'Oca: dopo la caduta del suo fantino Carlo Sanna detto Brigante alla prima curva di San Martino, in seguito a una rimonta, e complice anche la caduta della Pantera all'ultima curva di San Martino, è riuscito a riportare il Palio nell'Oca dopo 10 anni.
Dopo aver saltato l'annata 2024, a luglio per un leggero infortunio e  ad agosto per veto dei veterinari dopo le prove regolamentate, corre il Palio di luglio 2025 (corso il 3 causa pioggia) per la Tartuca, dove ritrova Carlo Sanna detto Brigante.

## Presenze al Palio di Siena
Le vittorie sono evidenziate e indicate in neretto.
| Palio          | Contrada | Fantino                              |
| -------------- | -------- | ------------------------------------ |
| 2 luglio 2022  | Drago    | Giovanni Atzeni detto Tittia         |
| 17 agosto 2022 | Nicchio  | Stefano Piras detto Scangeo (scosso) |
| 2 luglio 2023  | Torre    | Giuseppe Zedde detto Gingillo        |
| 16 agosto 2023 | Oca      | Carlo Sanna detto Brigante (scosso)  |
| 3 luglio 2025  | Tartuca  | Carlo Sanna detto Brigante           |